# دييغو كاماتشو كويسادا
دييغو كاماتشو كويسادا (بالإسبانية: Diego Camacho Quesada)‏ (مواليد 3 أكتوبر 1976 في مدريد - إسبانيا) لاعب كرة قدم إسباني يلعب حاليا لصالح نادي الدرجة الأولى ريال سبورتنغ خيخون الإسباني منذ 2008 في مركز الوسط المدافع . .

## روابط خارجية
- دييغو كاماتشو كويسادا على موقع قاعدة بيانات كرة القدم.إي يو (الإنجليزية)
- دييغو كاماتشو كويسادا على موقع Soccerway.com (الإنجليزية)
- دييغو كاماتشو كويسادا على موقع عالم كرة القدم.نت (الإنجليزية)
- دييغو كاماتشو كويسادا على موقع كووورة